# Томас и волшебная железная дорога
«Томас и волшебная железная дорога» (англ. Thomas and the Magic Railroad) — полнометражный фильм режиссёра Бритт Оллкрофт, основанный на мультсериале «Томас и его друзья» и его американском спин-оффе «Shining Time Station».

## Сюжет
Девочка Лили, решившая посетить своего дедушку, занимает место в странном поезде и волшебным образом, в водовороте золотой пыли, попадает в волшебный город Рассветного Времени, где она знакомится с локомотивом Томасом. Лили, Томас и господин Кондуктор вместе отправляются в занимательное путешествие.

## В ролях
- Алек Болдуин — господин Кондуктор
- Коди МакМейнс — Патч
- Расселл Минз — Билли Твофезерс
- Питер Фонда — Бернетт Стоун
- Джаред Уолл — молодой Бернетт
- Лаура Бауэр — молодая Таша
- Диди Конн — Стейси Джонс
- Мара Уилсон — Лили
- Лори Хэллир — мама Лили
- Майкл Э. Роджерс — мистер С младший
- Эдвард Глен — Томас (озвучивание)
- Нил Кроун — Дизель 10 / Сплэттер / Гордон (озвучивание)
- Колм Фиори — Тоби (озвучивание)
- Линда Бэллентайн — Перси (озвучивание)
- Кевин Фрэнк — Додж / Берти / Харольд / Генри (озвучивание)
- Сьюзэн Роман — Джеймс (озвучивание)
- Шелли Скиннер — Энни / Кларабель (озвучивание)
- Бритт Оллкрофт — Леди (озвучивание)
- Роберт Тинклер — взрослый Патч

## Производство

### Разработка
В начале 1990-х годов мультсериал «Паровозик Томас и его друзья» был на пике своей популярности после трёх успешных сезонов. В то же время его американский спин-офф с живыми актёрами «Shining Time Station» также имел успех. Ещё в 1994 году, до выхода четвёртого сезона, Бритт Оллкрофт планировала снять театральный фильм, основанный на обоих мультсериалах с использованием моделей поездов из «Томаса и его друзей» и участием живых актёров из «Shining Time Station».
В феврале 1996 года к Оллкрофт обратился Барри Лондон, тогдашний вице-президент студии Paramount Pictures, с идеей фильма. Оллкрофт подписала контракт на написание сценария к фильму с рабочим названием «Томас и волшебная железная дорога». Согласно пресс-релизу, съёмки должны были проходить в Шеппертон Студиос в Великобритании и в Соединённых Штатах в 1997 году. Однако Paramount отложила планы по созданию фильма после ухода Лондона из студии. Это заставило Оллкрофт искать другие источники финансирования. Дискуссии о фильме велись с компанией PolyGram, которая отказалась развивать проект, так как компания была на грани корпоративной реструктуризации и продажи.
Летом 1998 года, во время выхода пятого сезона, Оллкрофт увидела рекламу Кинокомиссии острова Мэн, предлагающую налоговые льготы компаниям и студиям, которые хотели бы вести съёмки на острове. Оллкрофт посетила остров несколько недель спустя и решила, что он идеально подходит для съёмок фильма. В 1999 году Барри Лондон стал председателем недавно основанной студии Destination Films (принадлежащей Sony Pictures) и возобновил свой интерес к проекту, что привело к тому, что Destination Films стала главным финансовым спонсором и студией для фильма.

### Киносъёмка
Основная фотосъёмка началась 2 августа 1999 года и завершилась 15 октября 1999 года. Съёмки проходили на Страсбургской железной дороге в Страсбурге, штат Пенсильвания, США, а также в Торонто, Онтарио, Канада и на острове Мэн. Железнодорожный вокзал Каслтауна на острове Мэн сыграла роль станции Рассветного Времени, а товарный склад на вокзале Порт-Сент-Мэри — мастерской Бернетта Стоуна. Большая пассажирская станция, где Лили садится на поезд — это транспортный центр Гаррисберга. Железнодорожный локомотив Страсбургской железной дороги (ранее Norfolk & Western) 4-8-0 475 был покрашен под Радугу Солнца.
Остров Содор был реализован с использованием моделей и хромакея. Модели передвигались за счёт пультов дистанционного управления, как и в мультсериале. Модели снимались в Торонто вместо Шеппертон Студиос, «дома» оригинального шоу; но несколько ключевых работников над мультсериалом приехали туда для участия. Волшебная железная дорога была представлена с использованием моделей, CGI-анимации и акварельных матовых пейзажей.

### Проблемы и изменения
В интервью 2007 года Бритт Оллкрофт прокомментировала, что готовый фильм резко отличается от сценария, который она написала, с несколькими сценами, сюжетными элементами и персонажами, вырезанными из финальной версии.
Одним из самых глобальных изменений в фильме стало удаление П. Т. Бумера, первоначально главного антагониста фильма. Его роль была вырезана после того, как тестовые аудитории сочли его слишком страшным для детей. Несмотря на это, Бумер появляется в нескольких неотредактированных моментах в финальной версии и даже был в одном из трейлеров, где вместе с Дизелем 10 падает с виадука. На официальном сайте «Томаса и волшебной железной дороги» также содержались изображения и информация о персонаже до того, как его вырезали. Некоторые особенности его характера, такие как цель найти Леди, были переписаны Дизелю 10.
Также во время производства сменились несколько голосовых актёров. Первоначально Томаса должен был озвучить Джон Беллис, пожарный и по совместительству таксист, который работал над фильмом в качестве координатора перевозок на острове Мэн и менеджера объектов. Беллис получил эту роль после того, как по чистой случайности подобрал Бритт Оллкрофт и её команду из аэропорта; Оллкрофт решила, что его голос идеально подходит Томасу, и поэтому он приехал по приглашению в Торонто, чтобы записать реплики. Тестовая аудитория Лос-Анджелеса не полюбила голос Беллиса для Томаса, полагая, что его ливерпульский акцент придаёт голосу Томаса нотки взрослости. Поэтому Беллиса заменил Эдди Глен, который подарил Томасу более молодой голос. Джеймса и Перси первоначально собирался озвучить Майкл Анджелис, тогдашний рассказчик мультсериала. Тестовые зрители также сочли его голос слишком взрослым для персонажей, и тогда его сменили Сьюзен Роман и Линда Баллантайн, придавшие им более молодой, но женственный голос. Сплаттера и Доджа изначально должен был озвучить Патрик Брин, но его также сменили по неизвестным причинам на Нила Кроуна и Кевина Фрэнка.
На роль Дизеля 10 сначала пригласили Кита Скотта, но позже он тоже подвергся замене; Скотт пришёл к выводу, что его сменили из-за того, что его голос был слишком грубым и пугающим для детей. На смену его пришёл Нил Кроун, который придал Дизелю 10 русский акцент. Из-за жалоб тестовой аудитории, полагавшей, что его голос может быть сочтён оскорбительным, Кроун подарил Дизелю 10 стилизованный акцент Нью-Джерси. Он и Кевин Фрэнк импровизировали много юмористических моментов в фильме.
Во время съёмок сцены противостояния в плавильном цехе модель Джеймса упала со съёмочной площадки и получила значительные повреждения. Даже после ремонта, на кабине Джеймса и в других местах можно увидеть трещины, несмотря на итоговый монтаж.

### Оригинальный сценарий
Все эти изменения были заложены в оригинальном сценарии фильма. Они были предприняты либо при более поздних сценариях, либо в финальной версии.
- Во время заставки фильма должны были звучать «Гимн Томаса» и «Песня об острове». Помимо этого, в сцене, когда Томас и Перси везут свои почтовые поезда, должна была играть песня «Ночной поезд».
- Лили рассказала эту историю свои детям двадцать лет спустя. В будущем она стала железнодорожным инженером, как Бернетт, и вышла замуж за Патча. У неё также появилась собака по кличке Джефф, которая была сыном Матта.
- Мать Лили была беременна, и именно поэтому Лили отправилась навестить дедушку.
- Крану Крэнки предназначалась роль не говорящего персонажа. В сцене, где Сплаттер и Додж спрашивают Дизеля 10, почему он позволил Мистеру Кондуктору сбежать, Крэнки сбрасывает на них ящик с фруктами и овощами. В финальной версии вместо этого Дизель 10 покрылся углём из бункера. Модель Крэнки всё равно появляется в финальной версии, хотя только в качестве декорации станции Кнепфорд.
- Паровой каток Джордж должен был быть одним из напарников Дизеля 10. Он согласился помочь Дизелю 10 разрушить все буфера на Содоре, чтобы найти те, которые ведут на волшебную железную дорогу, и в награду ему позволят разрушить поворотный круг в депо Тидмута и превратить его в каток, но в какой-то момент он всё же отвернулся от Дизеля 10. Поскольку его модель практически никогда не вынималась из хранилища, в болле поздном сценарии его роль вырезали.
- Дизель 10 был новым локомотивом, который приехал в помощь, пока Сэр Топхэм Хэтт отсутствовал, но вместо этого начал создавать неприятности на железной дороге.
- Пинчи была спрятана в специальном люке под крышей Дизеля 10, и о ней никто не догадывался до первого разговора со Сплаттером и Доджем.
- Клешня Дизеля 10 поначалу была безымянной. Когда Нил Кроун подражал акцентам во время съёмок, он придумал имя «Пинчи». Съёмочная группа его одобрила, и оно окончательно закрепилось за клешнёй.
- Семья кондукторов поручила Бернетту Стоуну быть опекуном Леди.
- На протяжении всего фильма железная дорога подвергалась капитальному ремонту, чем можно объяснить, почему левая стена депо Тидмута ремонтировалась в финальной версии.
- В некоторых сценах на острове Содор Мистер Кондуктор должен был оставаться своего десятидюймового размера. Предметы в офисе Сэра Топхэма Хэтта были описаны такими же большими, как и он сам, и он спал в депо Тидмута в маленьком гамаке, а не в большой кровати.
- Сцена, где Гарольд должен был покрыть Томаса пылью, должна была состояться ночью в депо Тидмута, а Дизель 10 в это время забрасывал чихательный порошок в трубу Томаса.
- Подсказка к источнику золотой пыльцы должна была быть не на ветряной мельнице, а на большом водопаде, на который Мистеру Кондуктору предстояло взобраться, чтобы узнать её.
- В оригинальном сценарии признавались и высмеивались различия между британской и американской терминологиями. Паровозы продолжили называть Сэра Топхэма Хэтта «толстым инспектором», а также поправляли Мистера Кондуктора, когда он ошибочно говорил: «Sodor Railroad» вместо «Railway».
- Изначально Джуниор должен был быть англичанином. Его национальность изменили, когда Майкл Э. Роджерс был выбран на его роль.
- Патч первоначально должен был быть ирландцем.
- По оригинальному сценарию Мистер Кондуктор спасся от Дизеля 10, перерезав синий/зелёный кабель на его клешне, а не гидравлический шланг. Вместо мгновенной капультации на ветряную мельницу, Мистер Кондуктор сначала должен был отскочить от кустов, а уже потом приземлиться у мельницы.
- Сплаттер и Додж не должны были исправиться; вместо этого Джордж был тем, кто отвернулся от них, велев им самим разрушать буфера. Они попытались это сделать, но врезались друг в друга и сошли с рельс. В другом сценарии Джордж помог Джуниору и Джеймсу победить двух дизелей, столкнув на их пути валун, и оставив их в ловушке на запасном пути.
- В оригинальном сценарии Томас не остановился, чтобы забрать пропавший вагон с углём, хотя он узнаёт его и осознаёт его значение по прибытии на Муфельную гору. Лили делает то же самое, и поэтому Патч на своей лошади отправился за вагоном. Копыта лошади покрылись золотой пыльцой, что позволило ей без всяких проблем мчаться по волшебной железной дороге.
- После падения Дизеля 10 и П. Т. Бумера в баржу, они должны были либо исчезнуть, либо превратиться в котельный шлам благодаря волшебной бандане Джуниора, приехавшему на Большую Медведицу на Перси после погони.
- В первоначальном финале Лили, теперь уже замужняя за Патчем, закончила рассказывать эту историю своим детям. Они были на пикнике и смотрели альбом с фотографиями с Содора. Во время титров их можно увидеть идущими с лошдью.

## Критика
Фильм получил негативные отзывы кинокритиков. На сайте Rotten Tomatoes фильм имеет рейтинг 21 % на основе 68 рецензий со средним баллом 3,9 из 10. На сайте Metacritic фильм имеет оценку 19 из 100 на основе 23 рецензий критиков, что соответствует статусу «преобладающее неприятие».

Современные дети требуют передовых спецэффектов или, по крайней мере, остроумного сюжета с милыми персонажами. Этот фильм не имеет ни того, ни другого, поскольку в своей американизации он потерял всё то, что было сделано правильно в британском оригинале.Оригинальный текст (англ.)Kids these days demand cutting edge special effects or at least a clever plot with cute charectors. This movie has neither, having lost in its Americanization what the British original did so right.— Rotten Tomatoes Critics Consensus